# Liga Unike
La Liga Unike è un campionato professionistico di pallacanestro a cui partecipano club di Albania e Kosovo. La prima edizione si è tenuta dal 6 aprile 2021.

## Albo d'oro

### Maschile
| Stagione  | Vincitore  | Risultato | Finalista | MVP della Finale        |
| --------- | ---------- | --------- | --------- | ----------------------- |
| 2021      | KB Ylli    | 82 - 79   | Peja      | Erjon Kastrati, KB Ylli |
| 2021-2022 | Peja       | 87 - 72   | KB Ylli   | Dardan Berisha, Peja    |
| 2022-2023 | interrotta |           |           |                         |
| 2024      | Trepça     | 67 - 66   | KB Ylli   | Darnell Edge, Trepça    |

### Femminile
| Stagione  | Vincitore        | Risultato | Finalista  | MVP della Finale             |
| --------- | ---------------- | --------- | ---------- | ---------------------------- |
| 2021-2022 | Pristina         | 66 - 65   | KBF Penza  | Stasha Carey, Pristina       |
| 2022-2023 | Partizani Tirana | 72 - 61   | Flamurtari | Hanna Bryč, Partizani Tirana |
| 2024      | Pristina         | 82 - 49   | Bashkimi   | Asianae Johnson, Pristina    |

### Albo d'oro per club

#### Maschile
| Club    | Campione | Nazione           | Anno vittoria |
| ------- | -------- | ----------------- | ------------- |
| KB Ylli | 1        | Kosovo (bandiera) | 2021          |
| Peja    | 1        | Kosovo (bandiera) | 2021-2022     |
| Trepça  | 1        | Kosovo (bandiera) | 2024          |

#### Femminile
| Club             | Campione | Nazione            | Anno vittoria        |
| ---------------- | -------- | ------------------ | -------------------- |
| Pristina         | 2        | Kosovo (bandiera)  | 2021-2022, 2023-2024 |
| Partizani Tirana | 1        | Albania (bandiera) | 2022-2023            |